# Courtella michaloudi
Courtella michaloudi är en stekelart som först beskrevs av Wiebes 1979.  Courtella michaloudi ingår i släktet Courtella och familjen fikonsteklar. Inga underarter finns listade i Catalogue of Life.